# Municipio de St. Joseph (Ohio)
El municipio de St. Joseph (en inglés: St. Joseph Township) es un municipio ubicado en el condado de Williams en el estado estadounidense de Ohio. En el año 2010 tenía una población de 2827 habitantes y una densidad poblacional de 31,03 personas por km².

## Geografía
El municipio de St. Joseph se encuentra ubicado en las coordenadas 41°28′22″N 84°44′21″O / 41.47278, -84.73917. Según la Oficina del Censo de los Estados Unidos, el municipio tiene una superficie total de 91.1 km², de la cual 90.54 km² corresponden a tierra firme y (0.61%) 0.56 km² es agua.

## Demografía
Según el censo de 2010, había 2827 personas residiendo en el municipio de St. Joseph. La densidad de población era de 31,03 hab./km². De los 2827 habitantes, el municipio de St. Joseph estaba compuesto por el 97.59% blancos, el 0.28% eran afroamericanos, el 0.18% eran amerindios, el 0.39% eran asiáticos, el 0.04% eran isleños del Pacífico, el 0.67% eran de otras razas y el 0.85% pertenecían a dos o más razas. Del total de la población el 2.44% eran hispanos o latinos de cualquier raza.